# Der Panzerbär
Der Panzerbär war eine Frontzeitung des Berliner Deutschen Verlages (ehemals Ullstein Verlag). Diese wurde in den letzten Tagen des Zweiten Weltkrieges während der Schlacht um Berlin ausgegeben und war die letzte Zeitung, die in der Zeit des Nationalsozialismus in Groß-Berlin erschien. Zunächst wurde sie im ehemaligen Ullsteinhaus in Tempelhof gedruckt, wo die Wehrmacht einen Artillerie-Beobachtungsstand eingerichtet hatte und etwa 3000 Menschen aus der Nachbarschaft in einem Luftschutzkeller untergebracht waren. Nach dem Heranrücken der Roten Armee in der Schlacht um Berlin wurde die Arbeit im gesamten Deutschen Verlag auf dem Tempelhofer Gelände am 24. April auf Befehl des Betriebsführers Max Wiessner eingestellt und die Redaktion des Panzerbär zog um in die von einem SS-Kommando besetzten Ruinen des Pressehauses in der Kochstraße, das ebenfalls gleichzeitig als Bunker und Feuerleitstelle diente.
Als Herausgeber nennt der Der Panzerbär in seiner ersten Ausgabe die „PK ‚Panzerbär‘ b. Befehlshaber d. Vert.-Ber. Berlin“, danach lediglich noch bezeichnet als „Dienststelle Fp.-Nr. 67 700“, womit der Ende 1944 aufgestellte Propagandazug z. b. V. Großberlin gemeint war. Der Titel lautete: Der Panzerbär – KAMPFBLATT FÜR DIE VERTEIDIGER GROSS-BERLINS. Dass der vormalige Hauptschriftleiter (Chefredakteur) des 12-Uhr-Blatts und Gestapo-Spitzel Wilhelm Fanderl am Panzerbär federführend beteiligt war, wie in der Fachliteratur verschiedentlich behauptet, wird von Erich Kuby bestritten: „Fanderl lag nichts ferner, als bis fünf Minuten vor zwölf durchzuhalten.“ Fest steht, dass der Panzerbär auf einer ausgedienten Rotationsmaschine gedruckt wurde, die zunächst von der Kochstraße nach Tempelhof gebracht worden war und bis dahin vom 12-Uhr-Blatt genutzt worden war. Der Pressehistoriker Peter de Mendelssohn leitete daraus ab, dass sich Fanderl „hinter der Chiffre Dienststelle Fp.-Nr. 67 700 verbarg“ und Herausgeber des Panzerbär war.
Auch Reichspropagandaminister Joseph Goebbels und sein Staatssekretär Werner Naumann werden als Herausgeber, anders als gelegentlich zitiert, im Panzerbär nicht genannt. Allerdings druckt der Panzerbär in seiner Ausgabe vom 27. April eine Rundfunkansprache Naumanns in vollem Wortlaut auf der Titelseite ab („Berlin kämpft für das Reich und Europa“) und es finden sich vermehrt Reden Goebbels.

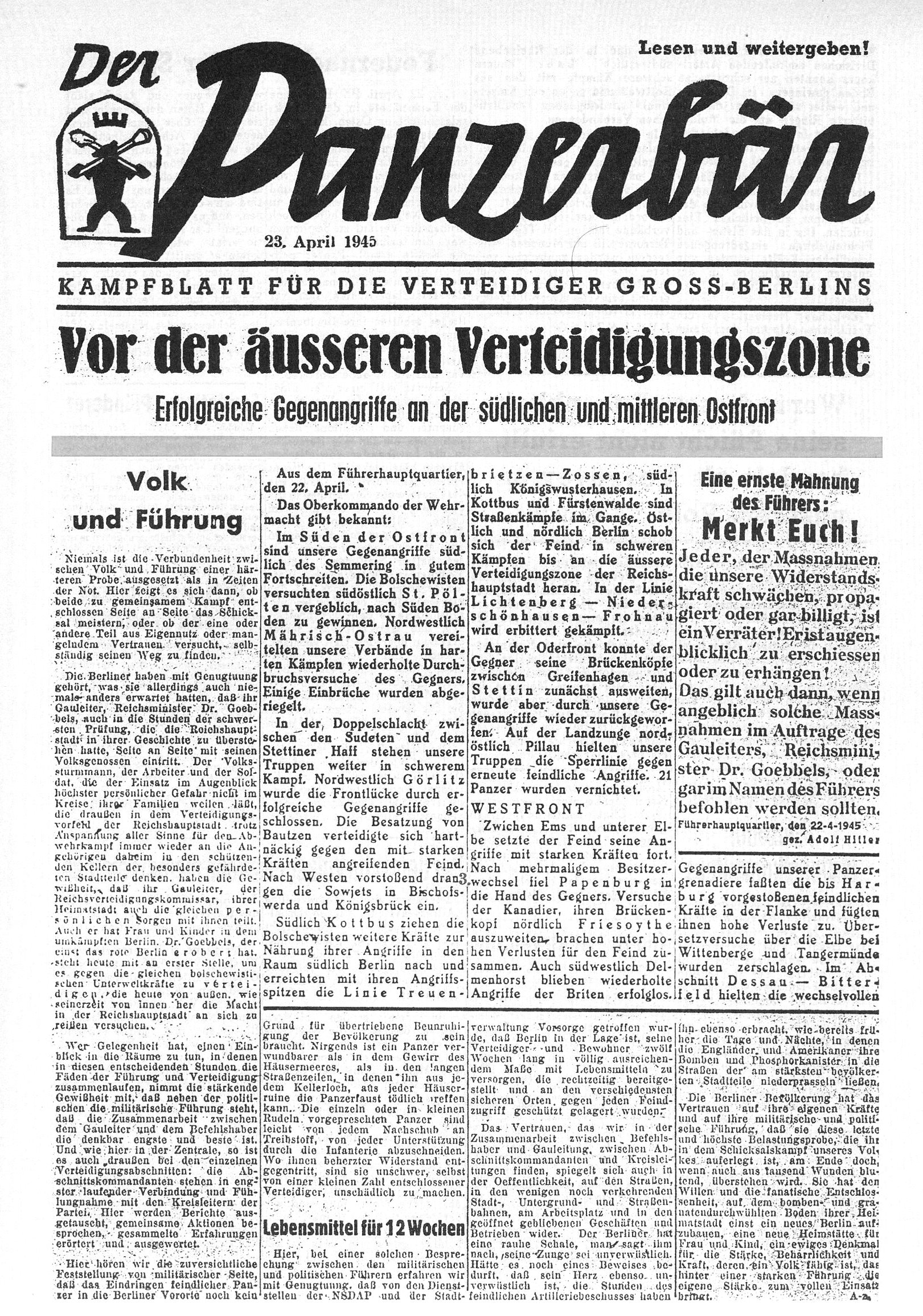
Titelseite der zweiten Ausgabe des Panzerbär vom 23. April 1945

Die erste von insgesamt acht Ausgaben (alle Ausgaben ohne fortlaufende Nummern) erschien am 22. April 1945, einen Tag, bevor die Zeitungen Der Angriff und die Deutsche Allgemeine Zeitung, zwei Tage, bevor der Völkische Beobachter ihr Erscheinen einstellten. Von da an wurde diese Zeitung täglich kleinformatig und in einem Umfang von vier Seiten bis zum 29. April 1945 herausgegeben. Der Inhalt erschöpfte sich fast nur in Durchhalteparolen wie der Behauptung, Berlin habe „Lebensmittelvorräte für zwölf Wochen in völlig ausreichendem Maße“ (Ausgabe vom 23. April 1945), es seien „Deutsche Reserven im Eilmarsch auf Berlin“ (26. April 1945) und dem pathetischen Versprechen, Hitler persönlich „trage alle Belastungen der hart umkämpften Frontstadt“ mit: „Er steht auf dem heißesten Schlachtfeld, das die Geschichte kennt“ (28. April 1945). Auch wurde durch die Zeitung bis zuletzt versucht, die Berliner zu „Kämpfern“ zu machen und zu mobilisieren: „Freikorps Mohnke ruft!“ (26. April 1945). Neben den direkten Anwerbungen wurden auch vermeintliche Einzeltaten heroisch verlautbart: So habe der „Hitlerjunge Paul Jablonka [...] einen sowjetischen Panzer vom Typ Kw 1 auf 50 m mit einer Panzerfaust vernichtet“ (28. April 1945). Schließlich könne man durch Abwehrerfolge eine Spaltung der Alliierten erreichen, die „in Wirklichkeit drei Rivalen seien“ und „das ganze anglo-amerikanisch-sowjetische Kartenhaus hinwegzuwehen“ drohe (24. April 1945). Offenbar diente das Blatt mangels Zustellung auch als Aushang, wie sich die Journalistin Marta Hillers erinnerte: „Beim Bäcker ist neben dem Schaufenster eine Ausgabe von Goebbels' Panzerbär an die Wand geklebt worden“. Die auf die Titelseite gedruckte Aufforderung "Lesen und weitergeben!" sollte der Zeitung bei den allgemein schon chaotischen Zuständen in der umkämpften Stadt die eine regelrechte Zustellung unmöglich machten, ähnlich einem Flugblatt, möglichst viele Leser sichern. 

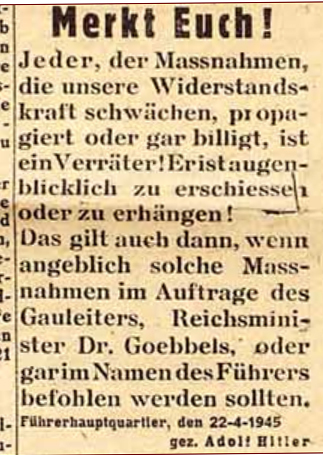
Ausgabe vom 23. April

Die letzte Ausgabe vom 29. April 1945 wurde offenbar nicht mehr verteilt, sondern blieb „in großen Stößen in der Druckerei und auf der Straße“ liegen. Unter der Schlagzeile „Heroisches Ringen – Bei Tag und Nacht neue Eingreifkräfte herangeführt“ hieß es auf der Titelseite, der „Kampf um den Stadtkern“ sei entbrannt. In einem Leitartikel (Der längere Atem) war zu lesen: „Zu verlieren haben wir nichts mehr. Wir haben alles verloren und würden durch Kapitulation uns selbst, unsere Zukunft, Frau und Kind preisgeben.“ Auf Seite 3 wurde gegen das Wort „hoffentlich“ polemisiert. Wer es benutze, sei „gar kein Hoffender, sondern ein zagender Mensch“, und wer zaghaft sei, bringe es zu nichts. Daneben enthielten die vier Seiten zwei Fotos (Hitlerjunge mit Panzerfaust, Rotkreuz-Schwestern bei der Essensausgabe an Soldaten) und Propaganda-Berichte über:
- Kampfhandlungen aus diversen Bezirken (Friedrichshain, Charlottenburg, Südwesten);
- Durchhalte-Artikel Keine andere Wahl, als durch Standhaftigkeit zu bestehen und Vor den Frauen schämen?;
- Frauen in der Hauptkampflinie (HKL);
- Fünfzehn T-34 am Friedrich-Karl-Platz vernichtet;
- HJ-Kampfgruppe an der Heerstraße;
- Augenzeugenbericht Melder im Ruinenfeld;
- Freiwilligenverbände der SS kämpfen in Berlin (Franzosen, Norweger, Dänen, Flamen, Niederländer).